# Chinesischer Erbsenstrauch
Der Chinesische Erbsenstrauch (Caragana sinica) ist eine Art (Biologie)Pflanzenart aus der Gattung Erbsensträucher (Caragana) in der Unterfamilie der Schmetterlingsblütler (Faboideae). Das natürliche Verbreitungsgebiet der liegt im nördlichen China. Er wird manchmal als Zierstrauch verwendet.

## Beschreibung

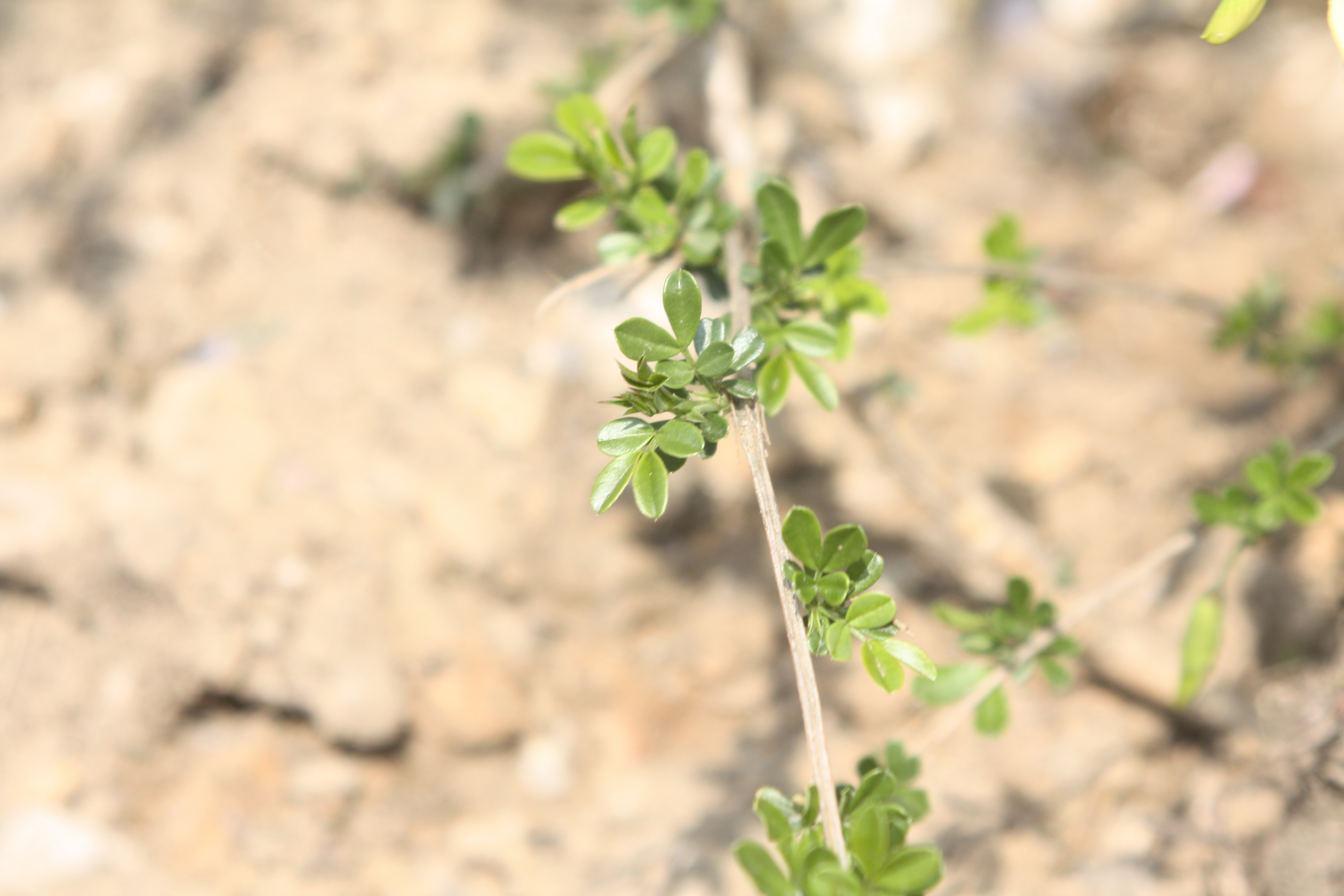
Zweig mit Blättern

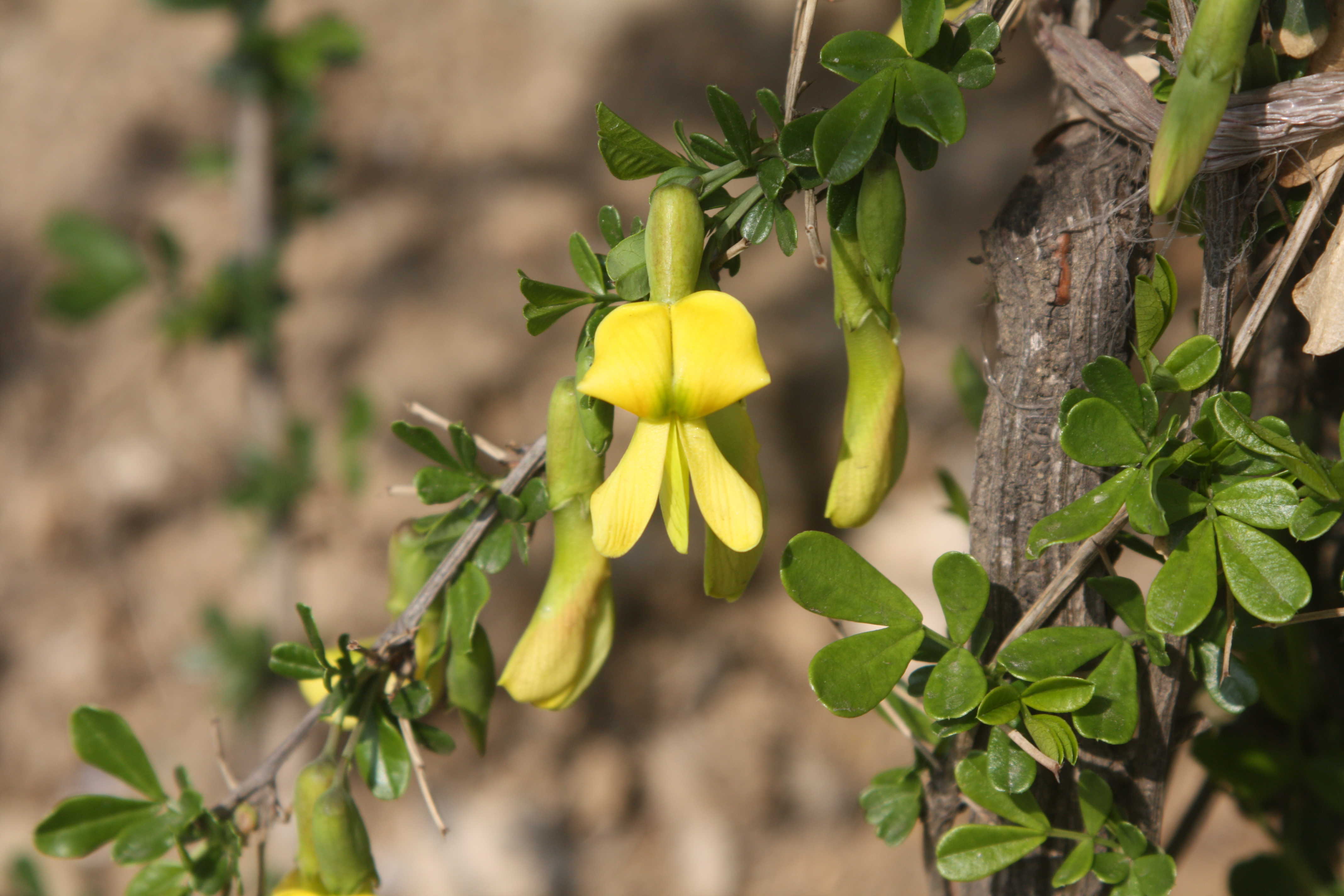
Zweig mit Blüten und Laubblättern

### Vegetative Merkmale
Der Chinesische Erbsenstrauch ist ein kleinwüchsiger, sparriger Strauch, der Wuchshöhen von 1 bis 2 Meter erreicht. Die Borke ist dunkel-braun. Die Rinde der Zweige ist gelb-braun und kahl.
Die Laubblätter sind in Blattstiel und Blattspreite gegliedert. Blattstiel und Blattspindel sind 0,7 bis 1,5, selten bis 2,5 Zentimeter lang, verdornend, bleibend oder abfallend. Die Blattspreite ist gefiedert oder manchmal gefingert. Die vier Fiederblättchen sind bei einer Länge von 1 bis 3,5 Zentimetern sowie einer Breite von 0,5 bis 1,5 Zentimetern verkehrt-eiförmig bis länglich verkehrt-eiförmig mit gerundetem oder stacheligem oberen Ende. Beide Seiten sind dunkel-grün. Die Nebenblätter verdornen.

### Generative Merkmale
Die Blütezeit reicht von April bis Mai. Die Blüten stehen einzeln. Der Blütenstiel ist 1 Zentimeter lang.
Die zwittrige Blüte ist zygomorph mit doppelter Blütenhülle. Der Blütenkelch ist 1,2 bis 1,4 Zentimeter lang und glockenförmig. Die hell-gelben Kronblätter stehen in Form der Schmetterlingsblüten zusammen und die Blütenkrone 2,8 bis 3,0 Zentimeter breit. Die Fahne ist schmal verkehrt-eiförmig, mit kurzem Nagel. Die Flügel haben Öhrchen, der Nagel ist etwa so groß wie die Platte. Das Schiffchen ist stumpf. Der Fruchtknoten ist kahl.
Die Hülsenfrüchte sind bei einer Länge von 3 bis 3,5 Zentimeter zylindrisch. Die Früchte reifen im Juli.
Die Chromosomenzahl beträgt 2n = 16 oder 2n = 24.

## Vorkommen
Das natürliche Verbreitungsgebiet liegt in den chinesischen Provinzen Fujian, Guangxi, Guizhou, Hebei, Henan, Hubei, Hunan, Jiangsu, Jiangxi, Shaanxi, Sichuan, Yunnan und Zhejiang. In Japan wurde er eingeführt und ist verwildert.
Der Chinesische Erbsenstrauch wächst in Steppen und Trockenwäldern in 400 bis 1800 Metern Höhe auf trockenen bis frischen, schwach sauren bis stark alkalischen, sandigen, sandig-kiesigen oder sandig-lehmigen Böden an sonnigen bis lichtschattigen Standorten. Die Art ist nässeempfindlich, wärmeliebend und meist frosthart.

## Systematik
Der Chinesische Erbsenstrauch (Caragana sinica) ist eine Art aus der Gattung der Erbsensträucher (Caragana) in der Familie der Hülsenfrüchtler (Fabaceae). Dort wird sie der Tribus Hedysareae in der Unterfamilie der Schmetterlingsblütler (Faboideae) zugeordnet. Pierre Joseph Buc’hoz hat die Art 1784 als Robinia sinica (Basionym) in Plantes Nouvellement Decouvertes Seite 24, Tafel 22 erstbeschrieben und sie damit der Gattung der Robinien (Robinia) zugeordnet. Alfred Rehder stellte sie 1941 in Journal of the Arnold Arboretum Band 22 Teil 4, Seite 576 als Caragana sinica (Buc'hoz) Rehder in die Gattung der Erbsensträucher (Caragana). Das Artepitheton sinica stammt aus dem Griechischen und bedeutet „chinesisch“.

## Verwendung
Der Chinesische Erbsenstrauch wird selten aufgrund der dekorativen Blüten als Zierstrauch verwendet.

## Nachweise